# Val di Zoldo (Gemeinde)
Val di Zoldo (ladinisch Žoldo) ist eine italienische Gemeinde (comune) mit 2778 Einwohnern (Stand 31. Dezember 2023) in der Provinz Belluno, Region Venetien.

## Geographie
Der Gemeindesitz in Fusine liegt etwa 26 Kilometer nordnordwestlich von Belluno und 19 Kilometer südlich von Cortina d’Ampezzo auf der orographisch linken Talseite im mittleren Val di Zoldo, östlich des Monte Civetta und südlich des Monte Pelmo in den Dolomiten. Das Gemeindegebiet grenzt im Süden an den Nationalpark Belluneser Dolomiten.
Die Nachbargemeinden sind: Agordo, Alleghe, Borca di Cadore, Cibiana di Cadore, La Valle Agordina, Longarone, Ospitale di Cadore, Selva di Cadore, Taibon Agordino, Vodo di Cadore und Zoppè di Cadore.

## Geschichte
Die heutige Gemeinde Val di Zoldo entstand 2016 aus dem Zusammenschluss der bis dahin selbstständigen Gemeinden Forno di Zoldo und Zoldo Alto. Seit 2018 ist sie Teil der internationalen Alpenvereinsinitiative Bergsteigerdörfer.

## Verwaltungsgliederung
Neben Fusine (Gemeindesitz) gehören zur Streugemeinde noch weitere 43 Fraktionen: Arsiera, Astragal, Baron, Bragarezza, Brusadaz, Calchera, Campo, Casal, Cella, Cercenà, Chiesa, Coi, Col, Colcerver, Cordelle, Cornigian, Costa, Dont, Dozza, Faín, Fedele, Foppa, Fornesighe, Forno di Là, Forno di Zoldo, Gavaz, Iral, Mareson, Molin, Pecol, Pianaz, Pieve, Pra, Pradel, Pralongo, Quarante, Rutorbol, Sieghe de Sant' Antone, Sant' Antone, Sommariva, Soramaè, Sotto le Rive, Scosiei, Sottorogno, Villa und Villanova.